# Koritnjak
Koritnjak (cyr. Коритњак) – wieś w Serbii, w okręgu niszawskim, w mieście Nisz. W 2011 roku liczyła 327 mieszkańców.